# Final Days: Anthems for the Apocalypse
Final Days: Anthems for the Apocalypse è la seconda e ultima raccolta pubblicata dalla band punk rock Plasmatics.
Uscito nel 2002, il disco contiene le migliori canzoni della band e alcune tracce tratte dalla carriera solista della loro cantante, Wendy O. Williams.

## Tracce
1. The Doom Song
2. Stop
3. Brain Dead
4. Masterplan
5. Just Like on TV
6. Propagators
7. Uniformed Guards
8. Opus in Cm7
9. Lies
10. The Damned
11. A Pig is a Pig
12. Finale

## Formazione
- Wendy O. Williams - voce
- Wes Beech - chitarra
- Michael Ray - chitarra
- Reginald Van Helsing - basso
- T. C. Tolliver - batteria
- Chris Romanelli - basso, tastiere
- Ray Callahan - batteria
- Richie Stotts - chitarra
- Chosei Funahara - basso
- Jean Beauvoir - basso, tastiere
- Greg Smith - basso
- Stu Deutsch - batteria
- Neal Smith - batteria
- Tony Petri - batteria
- Joey Reese - batteria